# قائمة حكام إمارة جبل شمر
آل رشيد أسرة حاكمة من قبيلة شمر، أسقطت حكم أبناء عمومتهم آل علي وسيطرت على إمارة منطقة حائل ومن ثم توسع حكم آل رشيد ليشمل اقليم نجد واجزاء من بلاد الشام والعراق على فترة امتدت من 1834م وحتى 1921م والحكام من آل رشيد هم:
- عبد الله العلي الرشيد (المؤسس) 1834 - 1847
- عبيد العلي الرشيد (المؤسس) 1834 - 1869
- طلال العبدالله الرشيد 1847 - 1866
- متعب العبدالله الرشيد 1866 - 1869
- بندر الطلال الرشيد 1869 - 1873
- محمد العبدالله الرشيد (العصر الذهبي) 1873 - 1897
- عبد العزيز المتعب الرشيد 1897 - 1906
- متعب العبدالعزيز الرشيد 1906 - 1906
- سلطان الحمود الرشيد 1906 - 1907
- سعود الحمود الرشيد 1907 - 1908
- سعود العبدالعزيز الرشيد 1908 - 1920
- عبد الله المتعب الرشيد 1920 - 1920
- محمد الطلال الرشيد 1921 - 1921 (سقوط إمارة حائل)

## عبد الله العلي الرشيد
بعد أن قدّم عبد الله بن رشيد مساعدته لفيصل بن تركي وأعاد له حكم الرياض، قرر التوجّة نحو حائل بصحبة رجاله، وقد وصلت أخبار انتصاراته في الرياض، إلى حائل قبل أن يصل، ما سهّل له مهمة إنهاء حكم أسرة آل علي وتولي زمام الأمور في حائل وإنشاء دولة آل رشيد التي استمرت قرابة قرن، وكان ذلك في أواخر عام 1834 م.
وكان الانقلاب الذي نفذه عبد الله بن رشيد ضد أسرة آل علي انقلاباً سلمياً إذ حالما تمكن من السيطرة على المدينة قام بعزل صالح بن عبدالمحسن آل علي عن الإمارة ونفيه إلى المدينة المنورة، ولم يقتل أي فرد من أسرة آل علي.
حاول الأمير السابق صالح آل علي ان يستعيد حكمه بمساعدة الدولة العثمانية، وظل يشكل مصدر قلق حتى قتله عبيد بن رشيد وهو في طريقه إلى المدينة المنورة، ونجا من القتل عيسى بن عبيدالله آل علي، الذي تمكن من الهرب والوصول إلى المدينة المنورة حيث لقي التأييد من واليها العثماني.
في عام 1836 أرسل الوالي محمد علي باشا حملة عسكرية إلى حائل بقيادة إسماعيل بك ونجح عيسى آل علي في الحصول على تأييد إسماعيل بك لتثبيته في الإمارة، غير أن عبد الله بن رشيد علم بالحملة فخرج مع أسرته وبعض مؤيديه من حائل وتوجه إلى بلدة جبة، ودخل عيسى آل علي حائل وأصبح أميراً عليها في أبريل 1837.
إلا أن الفرقة العسكرية لم تبق في حائل طويلاً، إذ سرعان ما عادت إلى القصيم، وبقي مائة جندي من العثمانيين عند عيسى بن علي مما أضعف موقفه، فتوجه عبد الله بن رشيد مع أخيه عبيد وأعوانهما من بلدة جُبّة إلى بلدة قفار واتخذاها مركزاً لمقاومة عيسى.
وفي تلك الأثناء من عام 1837 م أرسلت حملة عثمانية عسكرية بقيادة خورشيد باشا لتعزيز القوات العثمانية في نجد، انطلقت من المدينة المنورة، ولما علم عبد الله بن رشيد بحكم تجربته وخبرته أنه لا يمكن مقاومة تلك الحملة، خاصة بعد تخاذل أهل نجد عن نصرة فيصل بن تركي، الذي فقد حكمه، هو الآخر، في الرياض لصالح عبد الله بن ثنيان، فغادر عبد الله بن رشيد بلدة قفار إلى المدينة المنورة لملاقاة قائد الحملة خورشيد باشا والتفاوض معه وطلب عونه في العودة إلى إمارته، وكان ذلك في أكتوبر 1837 واستطاع عبد الله بن رشيد أن يكسب ثقة خورشيد باشا، وبدأ التعاون بينهما بأن كلفه خورشيد باشا بتأمين الإبل اللازمة لنقل جنود الحملة وإمداداتها إلى نجد، ووعده في المقابل بتمكينه من إمارة الجبل (حائل).
وفي تلك الأثناء قام عبيد بن رشيد بهجوم على عيسى آل علي في حائل واضطره إلى الهروب منها إلى القصيم، وأقر خورشيد باشا عبد الله بن رشيد على إمارة الجبل بعد أن كتب إلى والي مصر محمد علي باشا في أواخر عام 1837م، وهو إقرار شكلي.
ومنذ ذلك الوقت أصبح عبد الله بن رشيد أميراً غير منازَع، وكانت الإمارة طوال فترة حكمه تزداد قوة
يوماً بعد يوم، كما كان نفوذها خارج منطقة الجبل يزداد توسعاً وانتشاراً ولما تمكن الإمام فيصل بن تركي وأخوه جلوي ومن معهما من آل سعود من الفرار من مصر أوائل عام 1843 توجهوا إلى حائل فتلقاهم الصديق القديم عبد الله بن رشيد في حائل بالترحاب قائلاً: أبشروا بالمال والرجال والمسير معكم والقتال. وانطلق الإمام فيصل لإزاحة عبد الله بن ثنيان عن الملك، ورافقه أخوه جلوي بن تركي وعبد الله بن رشيد وأخوه عبيد بن رشيد في حملة انتهت باسترداد الإمام فيصل لملكه ودخوله الرياض في 9 يونيو 1843.
وتوفي عبد الله بن رشيد بعدها بثلاث سنوات في 30 أبريل 1847.

## عبيد العلي الرشيد
أسس عبيد العلي الرشيد حكم إمارة جبل شمر التي كانت عاصمتها حائل (1834 - 1922)، قال عنه أمين الريحاني - تاريخ نجد ص286 -: «امتاز عن أخيه بأمور ثلاثة - تغلوه في الدين - وبخشونة طبعه- وبنزعه شديدة إلى الجهاد في سبيل الله والتوحيد وكان رسول النجديين الأكبر في الجبل، وكان بيته محط رحال النجديين في حائل ومرجعهم الأعلى. وهو فارس من أبطال الفرسان وشاعر من فحول الشعراء».
كان زمن الأمير عبيد بالغ الخصوصية من تاريخ المنطقة ككل إذ انها فترة تاسيس إمارة آل رشيد التي شكل فيها الأمير عبيد الرشيد ولاكثر من ربع قرن القبضة الحديدة. وكان له الدور الأكبر في توسيعها شمالا بفتح الجوف حتى بادية الأردن وجنوبا حتى المخلاف السليماني.

## طلال العبد الله الرشيد
| إمارة آل رشيد في حائل                | إمارة آل رشيد في حائل   |
| الحكام                               | الحكام                  |
| ------------------------------------ | ----------------------- |
| الحاكم                               | سنوات حكمه (من - إلى)   |
| عبدالله العلي الرشيد (المؤسس)        | 1834 - 1847             |
| عبيد العلي الرشيد (المؤسس)           | 1834 - 1869             |
| طلال العبدالله الرشيد                | 1847 - 1866             |
| متعب العبدالله الرشيد                | 1866 - 1869             |
| بندر الطلال الرشيد                   | 1869 - 1873             |
| محمد العبدالله الرشيد (العصر الذهبي) | 1873 - 1897             |
| عبدالعزيز المتعب الرشيد              | 1897 - 1906             |
| متعب العبدالعزيز الرشيد              | 1906 - 1906             |
| سلطان الحمود الرشيد                  | 1906 - 1907             |
| سعود الحمود الرشيد                   | 1907 - 1908             |
| سعود العبدالعزيز الرشيد              | 1908 - 1920             |
| عبدالله المتعب الرشيد                | 1920 - 1920             |
| محمد الطلال الرشيد                   | 1921 - 1921 (سقوط حائل) |

شجرة نسب حكام إمارة جبل شمر

تولى طلال الحكم، وكان عمره حينها 25 عاماً، وشهدت فترة حكمه توسعاً في نفوذ حائل فقد أخضع إقليم الجوف المجاور لحائل وتيماء وتبوك وما حولها، وفي الوقت نفسه عمل على تحسين علاقته مع الخلافة العثمانية، وكانت علاقته مع آل سعود في الرياض على ما يرام أيضاً فقد كانت زوجته هي الجوهرة بنت فيصل بن تركي.

## متعب العبد الله الرشيد
ومتعب هو أخ لطلال، تولى الحكم من بعد أخيه عام 1866، وكان بندر، ابن طلال، يرغب بالحكم، عوضا عن عمه متعب (لأن الحكم الملكي يجري عادة بامتداد عمودي أي من الأب للإبن) إلا أن صغر سن بندر الطلال (كان عمره 17 سنة عندما توفي والده) قد حال دون وصوله إلى مبتغاه حال وفاة والده. ولكن ذلك لم يمنعه من المطالبة بالحكم، فأبتدأت النزاعات بين بندر وبدر الطلال من جهة وبين عمهم متعب العبد الله من جهة، وحاول عبيد العلي الرشيد عمهم الأكبر، أن يحل النزاع إلا أن متعب العبد الله لم يتجاوب مع محاولات الإصلاح، فقام بندر الطلال بقتل عمه متعب في عام 1869 وتولى الحكم في حايل.

## بندر الطلال الرشيد
بعد قتل متعب العبد الله تولى بندر الطلال مقاليد الحكم في حائل وكان عمره آنذاك 20 عاماً وفي العام الذي تولى فيه بندر الحكم توفي العم الأكبر و (عراب) الأسرة عبيد العلي الرشيد، وكان بندر يعتمد على قوة وهيبة وسلطة عمه عبيد المعنوية التي كانت تشكل درع حماية له خصوصا من عمه محمد العبدالله الرشيد، شقيق متعب العبد الله الذي قتله بندر، وكان محمد العبد الله أثناء قتل أخيه متعب متواجداً في الرياض عند عبد الله فيصل بن تركي، ولولا أن عبيد كان في حائل عندما تم قتل متعب وتولى بندر السلطة، لتوجه إلى حائل ليثأر لأخيه القتيل، لكن وجود عبيد بالقرب من بندر الطلال جعل محمد العبد الله يؤخر ثأره.
ولكن عندما توفي عبيد في نفس العام، بدأ بندر الطلال ينتظر عودة محمد العبد الله من الرياض ويفكر بما سيثير ذلك من مشاكل في الأسرة، فتوجه بندر إلى الرياض قبل أن يخرج منها محمد، في محاولة لاسترضائه تكللت بالنجاح، فقد اتفقوا على أن يبقى بندر حاكما فيما يتولى محمد العبد الله إدارة قوافل الحج القادمة من إيران والعراق والتي تمر بحائل وتعتبر موردها الاقتصادي الأهم، فرضي محمد بهذا المنصب الهام وسارت الأمور في حائل على ما يرام.
ولكن في عام 1873 وبعد ثلاث سنوات من تولي بندر السلطة، حدث خلاف بين بندر الطلال وعمه محمد العبد الله المسؤول عن القوافل، وكان السبب في ذلك أفراد من قبيلة الظفير كانوا قادمين مع إحدى قوافل الحج، ومنعهم بندر الطلال من دخول حائل وأمرهم بالرجوع من حيث جاؤوا لخلاف بينه وبين قادة قبيلتهم، ولكن محمد العبد الله سمح لهذه القافلة بالدخول إلى حائل ومواصلة مسيرها، وحينها غضب بندر الطلال فاستدعى محمد العبد الله وقال له: " من هو الأمير؟ أنا أم أنت؟ "، وحينها ثار الخلاف بينهم وانتهى بمقتل بندر الطلال على يد عمه محمد العبد الله وذلك عام 1873.

## محمد العبد الله الرشيد
بعد مقتل بندر الطلال دبّر محمد قتل جميع أبناء طلال العبد الله الرشيد، كي لا يثورون ضده بعد قتله لأخيهم الحاكم بندر الطلال، ما عدا بدر ونايف، أخوي بندر، فقد سلما من القتل. ولما كبر بدر أراد الانتقام من عمه، إلا أن عمه استطاع قتله وأسر نايف في قصره، وبذلك تربع على سدة الحكم، وقال في إحدى خطبه يبرر قتله لهم (والله ما قتلتهم الا خوفا على هذه - واشار إلى رقبته - يا جماعة، هل تظنون ان من قتل أخي سيعفو عني)،
وفي محاولة منه لكسب تأييد أكبر عدد من أفراد أسرة آل رشيد، بنى محمد علاقات وثيقة مع فرع عبيد الذي كان أكثر عدداً من فرع عبد الله وأصبح حمود الابن الأكبر لعبيد الصديق والحليف الوثيق لمحمد.
وسعى محمد الرشيد إلى توسيع نفوذ حائل بعد ان رأى بوادر الانشقاق تدب بين آل سعود فتدخلت قواته في القصيم بعد أن استنجد به حسن ال مهنا أمير بريدة عندما أراد عبد الله بن فيصل آل سعود غزو القصيم. ومن ثم سنحت الفرصة للأمير محمد الرشيد عندما استنجد به عبد الله بن فيصل آل سعود لمحاربة أبناء أخيه سعود بن فيصل فتوجه الجيش الحائلي للرياض وأخرج ابني سعود بن فيصل (محمد وعبد العزيز) من الرياض وحبسهم في حائل وبعد ذلك انتصر علي أهل القصيم في معركة المليداء عام 1890 انتصارآ عظيمآ وتم أسر أمير بريده حسن ال مهنا، وأخيرا ضم الرياض إلى حائل قرابة عام 1882 واضطر عبد الرحمن بن فيصل عام 1891 إلى الرحيل عنها إلى الكويت.
وتعتبر فترة حكم محمد بن عبد الله بن رشيد من أزهى فترات حكم إمارة جبل شمر وتعتبر فترة حكمة العهد الذهبي للإمارة. وقد توفي محمد العبد الله في حائل عام 1897.

## عبد العزيز المتعب الرشيد
كان محمد العبد الله عقيما، ولم يكن له أبناء من بعده، فلما توفي حكم من بعده عبد العزيز المتعب العبد الله الرشيد، الذي كان أبيه الحاكم الثالث لحائل. وفي فترة حكمة حدثت معركة الصريف عام 1901 بينه وبين أمير الكويت الشيخ مبارك الصباح واستطاع فيها عبد العزيز المتعب إحراز نصر حاسم.
ولكن في السنة التالية 1902 استطاع عبد العزيز آل سعود الاستيلاء على الرياض وقتل حاكم الرياض المعين من قبل حائل عجلان بن محمد، ثم حصلت مواجهات عديدة بين عبد العزيز بن متعب وعبد العزيز بن عبد الرحمن في منطقة القصيم منها في البكيرية والشنانة عام 1904، ثم كانت المعركة الفاصلة في روضة مهنا، التي قتل فيها عبد العزيز المتعب في 1906.

## متعب العبد العزيز الرشيد
تولى بعد والده باتفاق أهل حائل والجنود الذين كانوا معه، غير أن أبناء حمود العبيد الرشيد: سلطان وسعود وفيصل، والذين هم أخواله، قاموا بقتل متعب العبد العزيز في 27 ديسمبر 1906 أي بعد توليه الحكم بثمانية أشهر. وقتلوا معه أخويه مشعل ومحمد بعد أن دعوهم إلى رحلة صيد وقتلوهم هناك، اما الأخ الصغير للمقتولين (سعود العبد العزيز) فقد فر به خواله السبهان إلى المدينة المنورة وعمره عشر سنوات.
كانت فترة حكم متعب قصيرة لم تتجاوز التسعة أشهر، ورغم هذه الفترة القصيرة إلا أنه كانت له بعض الجهود الإصلاحية التي حببت أهالي حائل فيه، من ذلك أنه عقد صلحاً مع الملك عبد العزيز واتفقا على أن تكون المناطق الواقعة شمال القصيم تابعة لأبن رشيد وماعداها تابع لأبن سعود.

## سلطان الحمود العبيد الرشيد
خطط سلطان لاغتيال حاكم حائل متعب العبد العزيز وإخوته الثلاثة، وتم ذلك في ديسمبر 1906.غير أنهم لم يتمكنوا من قتل سعود، الأخ الصغير لمتعب، فقد غادر به أخواله السبهان نحو المدينة المنورة حالما وصلهم خبر مؤامرة أبناء حمود العبيد على الأمير متعب. بعد أن تمكن سلطان وإخوته سعود وفيصل من قتل الحاكم متعب وإخوته، عادوا إلى حائل وأعلن سلطان الحمود نفسه حاكما لحائل، وعيّن أخيه سعود ولياً للعهد، أما فيصل فأعطاه إمارة منطقة الجوف.
تحالف خلالها مع ال مهنا أبا الخيل أمراء بريدة ومع فيصل الدويش شيخ قبيلة مطير ضد عبد العزيز آل سعود، وخاضوا معركة الطرفية التي انتصرت فيها قوات عبد العزيز آل سعود على قوات المتحالفين. بعد الهزيمة أصبح الأمير سلطان في موقف صعب أمام الجماعة (أهالي حائل)، وبعد هزيمته من قبل السعوديين أجبره أخوه سعودعلى التنازل عن الحكم، وذلك في يوليو 1907. ويرجّح أنه لم يعش طويلاً بعد عزله.

## سعود الحمود العبيد الرشيد
تولى سعود الحكم بعد عزل أخيه الأمير سلطان

## سعود العبد العزيز المتعب الرشيد

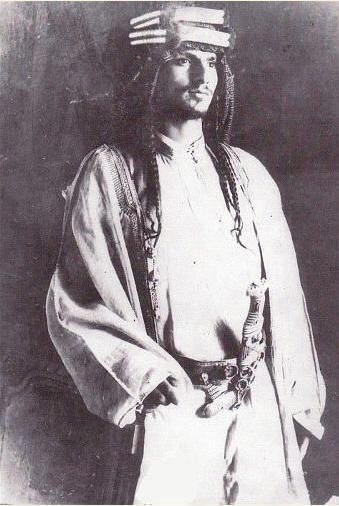
سعود العبدالعزيز المتعب الرشيد

تولى الحكم بعدمقتل الأمير سعود الحمود الرشيد عام 1908، وكان الأمير سعود العبد العزيز المتعب هو الناجي الوحيد من المذبحة التي وقعت لإخوانه بأمر سلطان الحمود الرشيد الحاكم الثامن، وكان وقتئذ صغيراً في السن فهرب به حمود العبيد الرشيد إلى المدينة المنورة، فعاش هناك حتى عودته، وكان عمره عشر سنوات فتولى الحكم تحت وصاية خاله حمود السبهان الذي مارس دور الحاكم الفعلي للإمارة، وبعد وفاة حمود السبهان، عام 1909 تولى دور الوصاية على الأمير سعود، زامل السالم العلي السبهان.(وهو والد جدته الأميرة فاطمة)، ولكن زامل أيضاً كان كبيراً في السن ولم يلبث أن توفي في أواخر عام 1910م، وفي 1915 خاضت حائل حربها الظافرة ضد السعوديين في معركة جراب، وألحقت هزيمة بالسعوديين كانوا قد افتقدوها منذ عام 1902م. وكان كل ذلك من تدبير الأميرسعود.
عرف سعود بموالاته للدولة العثمانية ومناصرته لها والوقوف إلى جانبها في الحرب العالمية الأولى، وفي عهده كانت معركة جراب في عام 1915 التي هزم فيها عبد العزيز آل سعود لأول مرة منذ الهزيمة الكبرى في معركة الصريف عام 1901، وصد توسعه نحو الشمال، وتمكن أيضاً من استعادة الجوف وتوابعه إلى إمارته. وانتهت فترة حكمه بقتله اغتيالاً على يد الأمير عبد الله الطلال الرشيد في مارس 1920.

## عبد الله المتعب العبد العزيز الرشيد

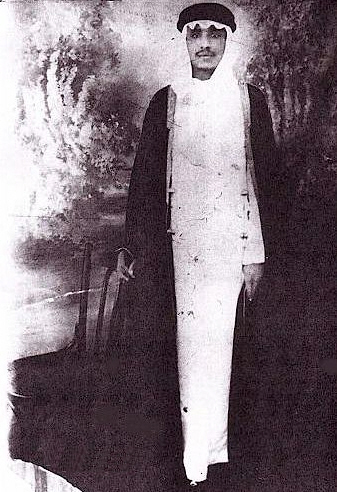
عبد الله المتعب الرشيد

تولى الأمير عبد الله الحكم في مارس 1920، في ظل ظروف سياسية صعبة في حائل، فقد ابتدأ حكمه باغتيال الأمير سعود العبدالعزيز الرشيد على يد عبد الله الطلال الرشيد، فواجه عبد الله المتعب انقساماً حاداً في الأسرة الحاكمة، كذلك بدأ مع حكمه حصار الإخوان وقوات عبد العزيز آل سعود لمدينة حائل، وفيما كانت البلد تعيش تحت ظروف الحرب قدم محمد الطلال الرشيد من الجوف، ومحمد هو أخ لعبد الله منفذ اغتيال الأمير سعود. وبوصوله سادت سحابة من الشك داخل قصر برزان، بين أفراد الأسرة المؤيدين لعبد الله المتعب والآخرين المؤيدين لمحمد الطلال. ورغم أن محمد قال لعبد الله المتعب أنه لن لم يأتِ من الجوف ليقتله بل ليساعد في الدفاع عن حائل، إلا أن الأخير كان متخوفاً من محمد الطلال. فأمر الحاكم عبد الله المتعب بسجن محمد الطلال، الآن الموالين لمحمداخرجوه من السجن فأبتدأ محمد بعد خروجه من السجن بجمع أهالي حائل لتكوين جيش ضد الغزاة المتحالفين:السعوديين.وماسمع عبد الله عن خروج محمدالطلال حتي هرب عند آل سعود وذلك في أواخرعام 1920. ثم قتل في الرياض عام 1946، رغم أنه لاجئ، في جريمة غامضة لم يتم التحقيق فيها.

## محمد الطلال الرشيد
تولى الأمير محمد الحكم في حائل مطلع عام 1921، بعد لجوء الأمير عبد الله المتعب الرشيد (الحاكم الحادي عشر) إلى آل سعود، وكانت فترته تنذر بنهاية إمارة جبل شمر، فعبد العزيز آل سعود جعل هدفه احتلال حائل، فشدد حصاره عليها حتى وخاض الأمير محمد الطلال وأهالي حائل عدة معارك مستميتة في سبيل الدفاع عن البلد غير أن الدعم العسكري البريطاني لقوات آل سعود قد رجّح الكفة لصالح السعوديين، وقد سلم الأمير محمد نفسه للملك عبد العزيز متخليا" عن حائل لقدرها.
فسقطت حائل في يد قوات عبد العزيز آل سعود في 2 نوفمبر 1921 الموافق 29 صفر 1340 هـ، وانتقل الأمير محمد الطلال إلى الرياض بعد سقوط حائل.